# Kyphopteryx dorsalis
Kyphopteryx dorsalis is een steenvlieg uit de familie vroege steenvliegen (Taeniopterygidae). De wetenschappelijke naam van de soort is voor het eerst geldig gepubliceerd in 1947 door Kimmins.